# Musée des chantiers navals
Le musée des chantiers navals est un musée situé sur le Nelson's Dockyard, dans l'English Harbour de l'île d'Antigua, à Antigua-et-Barbuda. Il a été créé en 1855 au chantier naval britannique colonial.